# Jesse Edge
Jesse Marshall Thompson Edge (Tauranga, 25 februari 1995) is een Nieuw-Zeelands voetballer die als verdediger speelt.

## Carrière
Jesse Edge speelde in Nieuw-Zeeland op het hoogste niveau voor WaiBop United en Auckland City FC. Tussendoor stond hij onder contract bij Vicenza Calcioalwaar hij zijn eerste profcontract tekende, maar waar hij niet speelde. In 2017 kwam hij via FC Písek, wat op het derde niveau van Tsjechië uitkomt, bij Achilles '29 terecht. Hier maakte hij zijn debuut in de Eerste divisie op 20 januari 2017, in de met 2-0 verloren uitwedstrijd tegen NAC Breda. Na de degradatie leek hij Achilles '29 te verlaten maar keerde in het seizoen 2017/18 toch terug. Hierna ging hij in Slowakije voor FK Železiarne Podbrezová spelen. Na een half seizoen verruilde hij die club voor Lokomotiva Košice, waar hij een paar maanden speelde. Na een korte periode bij FC Petržalka sloot hij in augustus 2019 bij SV DFS aan inde eerste klasse. Per augustus 2020 kwam Edge in Zweden uit voor IFK Berga waarmee hij enkele maanden later uit de Ettan Norra degradeerde.

### Statistieken
| Seizoen                   | Club                     | Land           | Competitie        | Competitie | Competitie | Beker | Beker | Internationaal | Internationaal | Totaal | Totaal |
| Seizoen                   | Club                     | Land           | Competitie        | Wed.       | Dlp.       | Wed.  | Dlp.  | Wed.           | Dlp.           | Wed.   | Dlp.   |
| ------------------------- | ------------------------ | -------------- | ----------------- | ---------- | ---------- | ----- | ----- | -------------- | -------------- | ------ | ------ |
| 2011/12                   | WaiBop United            | Nieuw-Zeeland  | Premiership       | 14         | 0          | 0     | 0     | —              | —              | 14     | 0      |
| 2012/13                   | WaiBop United            | Nieuw-Zeeland  | Premiership       | 5          | 0          | 0     | 0     | —              | —              | 5      | 0      |
| 2014/15                   | Vicenza Calcio           | Italië         | Serie B           | 0          | 0          | 0     | 0     | —              | —              | 0      | 0      |
| 2015/16                   | Auckland City FC         | Nieuw-Zeeland  | Premiership       | 10         | 0          | 0     | 0     | 1              | 0              | 11     | 0      |
| 2016/17                   | FC Písek                 | Tsjechië       | ČFL               | ?          | ?          | 1     | 0     | —              | —              | 1      | 0      |
| 2016/17                   | Jong Achilles '29        | Nederland      | Derde divisie zo. | 4          | 0          | —     | —     | —              | —              | 4      | 0      |
| 2016/17                   | Achilles '29             | Nederland      | Eerste divisie    | 10         | 0          | 0     | 0     | —              | —              | 10     | 0      |
| 2017/18                   | Achilles '29             | Nederland      | Tweede divisie    | 19         | 0          | 1     | 0     | —              | —              | 20     | 0      |
| 2018/19                   | FK Železiarne Podbrezová | Slowakije      | Fortuna Liga      | 6          | 0          | 2     | 0     | —              | —              | 8      | 0      |
| 2018/19                   | Lokomotiva Košice        | Slowakije      | 2. Liga           | 9          | 1          | 0     | 0     | —              | —              | 9      | 1      |
| 2019/20                   | FC Petržalka             | Slowakije      | 2. Liga           | 1          | 0          | 1     | 1     | —              | —              | 2      | 1      |
| Carrièretotaal            | Carrièretotaal           | Carrièretotaal | Carrièretotaal    | 78         | 1          | 5     | 1     | 1              | 0              | 84     | 2      |
| Bijgewerkt op 2 juli 2019 |                          |                |                   |            |            |       |       |                |                |        |        |